# Port lotniczy Aleksandropolis
Port lotniczy "Dimokritos" w Aleksandropolis (IATA: AXD, ICAO: LGAL) – port lotniczy położony 7 km na wschód od Aleksandropolis, w regionie Macedonia Wschodnia i Tracja, w Grecji.

## Linie lotnicze i połączenia
| Linia Lotnicza  | Kierunek                        |
| --------------- | ------------------------------- |
| Aegean Airlines | 1. Ateny Sezonowo: 1. Heraklion |
| Sky Express     | 1. Ateny 2. Sitia               |